# Experimentalzulassung
Experimentalzulassung bzw. Einzelstückzulassung ist bei Flugzeugen die Bezeichnung für eine beschränkte Zulassungsform, die keine Musterzulassung benötigt.
Oft sind Experimentalflugzeuge Einzelstücke zu Forschungszwecken, Flugzeuge, die im Amateurbau entstanden sind oder Flugzeuge, an denen wesentliche Änderungen vorgenommen wurden.